# Рошнів
Рóшнів — село в Україні, адміністративно підпорядковане Тисменицькій міській громаді Івано-Франківського району Івано-Франківської області

## Географія
Село розташоване на північному сході Івано-Франківської області, неподалік від обласного центру — міста Івано-Франківськ. Через Рошнів проходить автомобільна дорога, що з’єднує Івано-Франківськ з іншими населеними пунктами району.

## Історія
Територія села була заселена ще в давні часи. Про це свідчать археологічні знахідки пізньопалеолітичної доби (40–11 тис. років до н.е.), виявлені поблизу села. У добу неоліту (6–4 тис. років до н.е.) тут проживали носії культури лінійно-стрічкової кераміки — перші землероби і скотарі. Також поблизу Рошнева знайдено пам’ятки трипільської культури та культури Гава доби пізньої бронзи .
Перша письмова згадка про село припадає на 18 березня 1437 року.
У податковому реєстрі 1515 року в селі документується 1 лан (близько 12 га) оброблюваної землі.
Князь Самійло Корецький у 1616 році став посідачем села (також посів Устя-Зелене та місцевий замок, Межигір'я (із замком), Тростянець, Кремидів (із замком), Стриганці, Тумир, Лисець, Горохолин, Довге, Стебник, Тисовичі).
У 1934-1939 рр. село було центром об’єднаної сільської ґміни Рошнюв Тлумацького повіту.

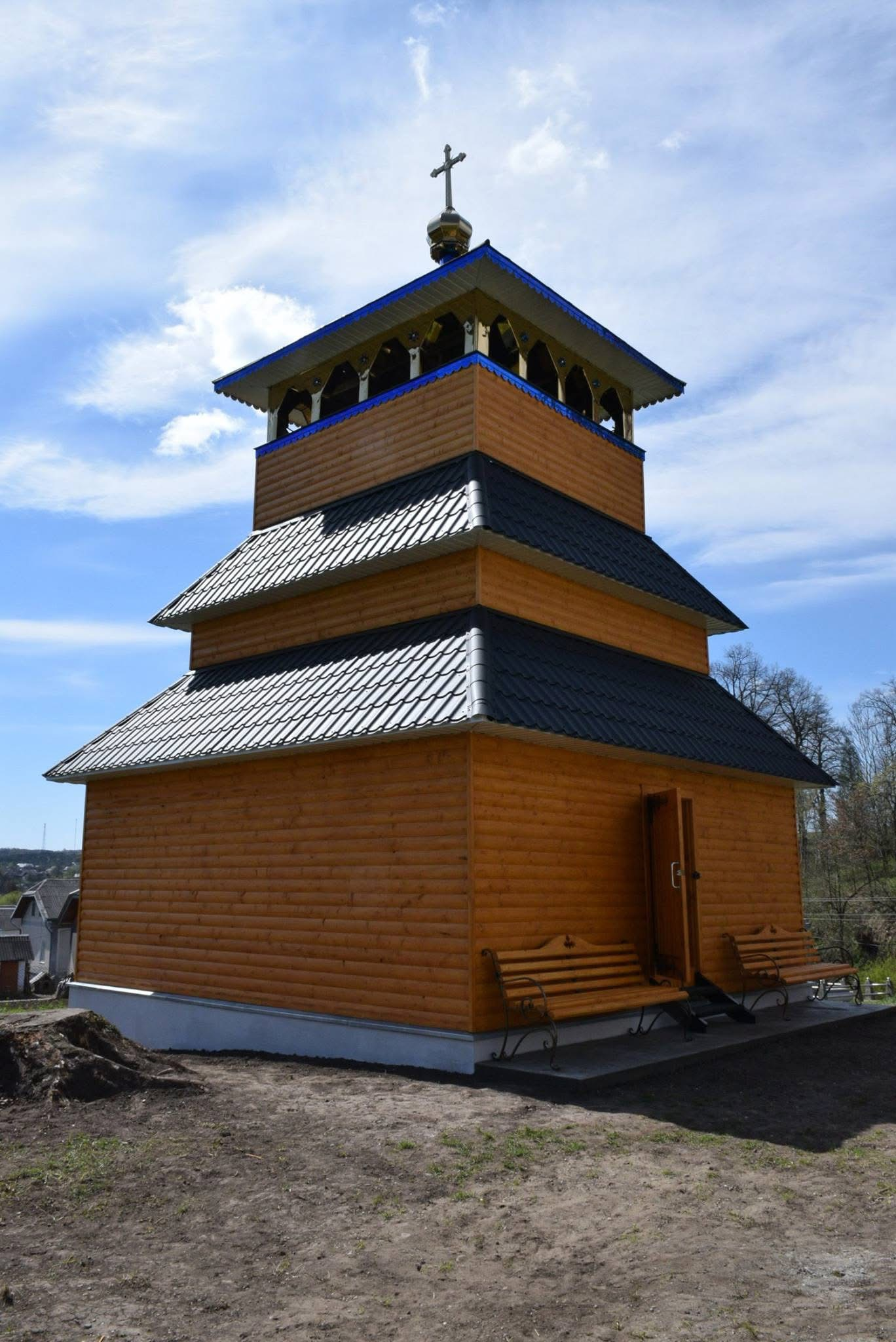
Сільська дзвіниця

У 1939 році в Рошневі проживало 1 510 мешканців, з них 1 470 українців-грекокатоликів, 15 українців-римокатоликів, 5 поляків і 20 євреїв, а в приєднаному після війни селі Юрківка — 430 мешканців, з них 425 українців-грекокатоликів і 5 українців-римокатоликів.
У 2013-2014 рр. місцеві мешканці брали активну участь в Революції Гідності у м. Івано-Франківську та м. Києві.
У квітні 2017 року відбулась церемонія освячення відремонтованої дзвіниці поряд церкви святого Михаїла, якій вже понад 300 років. Зовні обшита фальшбрусом, але всередині майстри лишили давні дубові слупи і балки, лиш скріпивши їх для надійності.
У 1940-2020 рр. роль місцевої адміністрації виконувала Рошнівська сільська рада.
З 2020 року, в результаті адміністративно-територіальної реформи було ліквідовано Рошнівську сільську раду та Тисменицький район, а село увійшло до складу новоутвореної Тисменицької міської громади та новоутвореного Івано-Франківського району. Представництво місцевої адміністрації виконує староста Рошнівського старостинського округу Тисменицької міської ради.

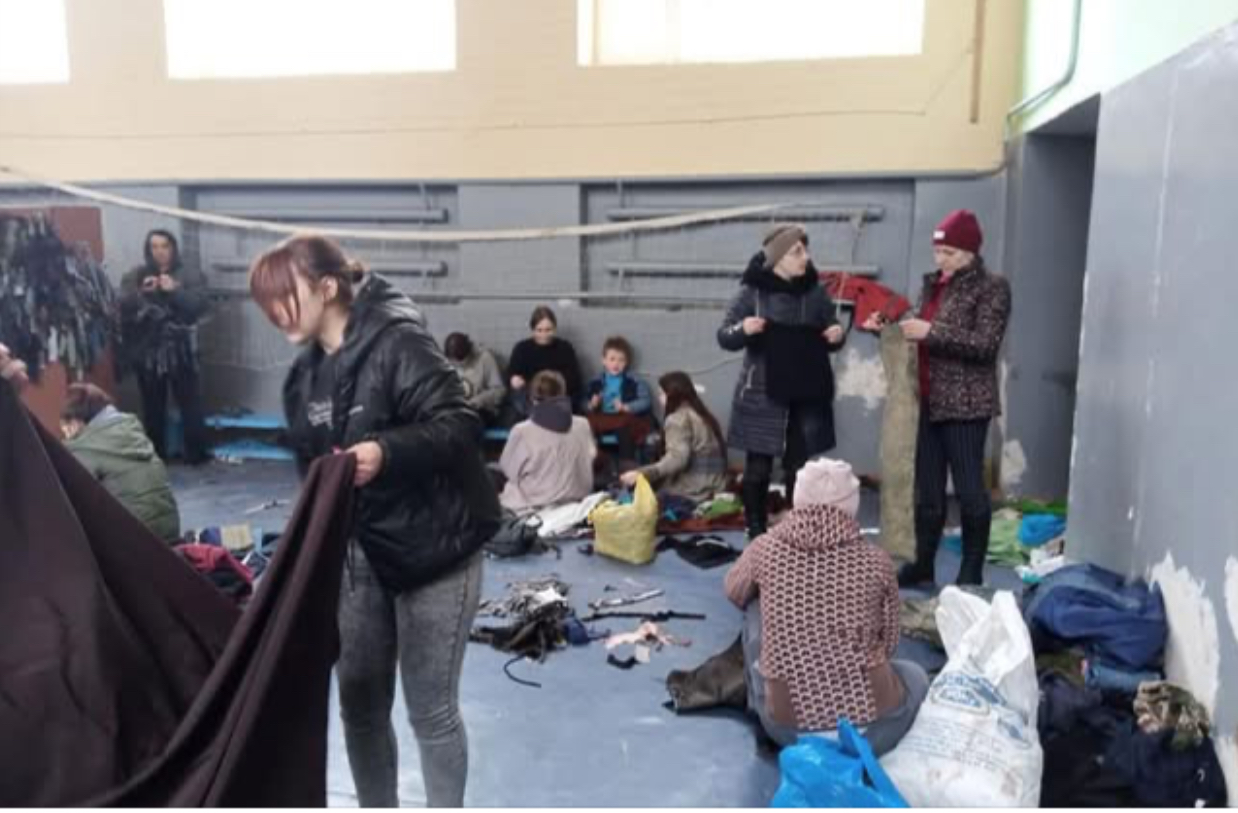
Плетіння маскувальних сіток

В цей же період Рошнівський навчально-виховний комплекс реорганізовано в Рошнівський ліцей Тисменицької міської ради, а згодом в Рошнівську філію Тисменицького ліцею Тисменицької міської ради, яка включає 9 класів.
У березні 2022 року, після повномасштабного вторнення, мешканці села згуртовувались та в приміщенні спортивного залу школи здійснювали плетіння маскувальних сіток для військових.

## Культура
За традицією під час святкування вербної неділі мало хто несе до церкви святити вербні гілки. Напередодні в суботу паламар їде возом до Дністра, нарубує два оберемки довгих, майже півтораметрових лоз. Оберемки складають в церкві та священик їх освячує. В кінці служби люди йдуть до мировання та беруть собі по кілька гілок.

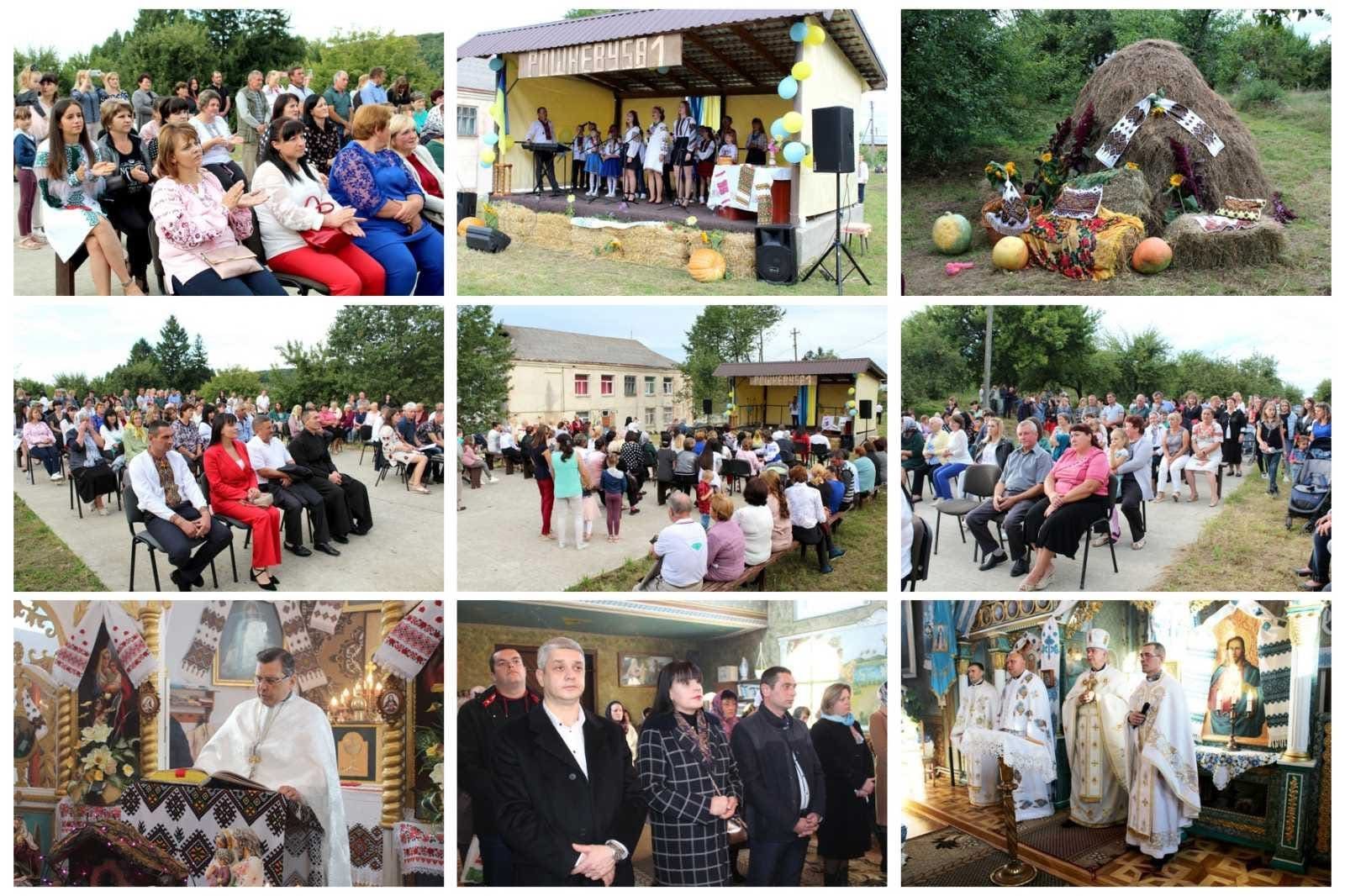
Святкування Дня села

28 серпня 2021 року відбувся День села. На святкуванні побували керівництво Тисменицької міської ради та місцевий староста. У святковому концерті взяли участь виконавці Тисменицької громади. 

## Населення

### Мова
Розподіл населення за рідною мовою за даними перепису 2001 року:
| Мова       | Кількість | Відсоток |
| ---------- | --------- | -------- |
| українська | 928       | 99.89%   |
| російська  | 1         | 0.11%    |
| Усього     | 929       | 100%     |

## Релігія
- церква святого архистратига Михаїла (1720; УГКЦ; мурована);
- церква Трьох Святителів (1912, реконструйована в 1990; ПЦУ; мурована).

## Світлини

Адміністративна будівля (колишня сільрада)
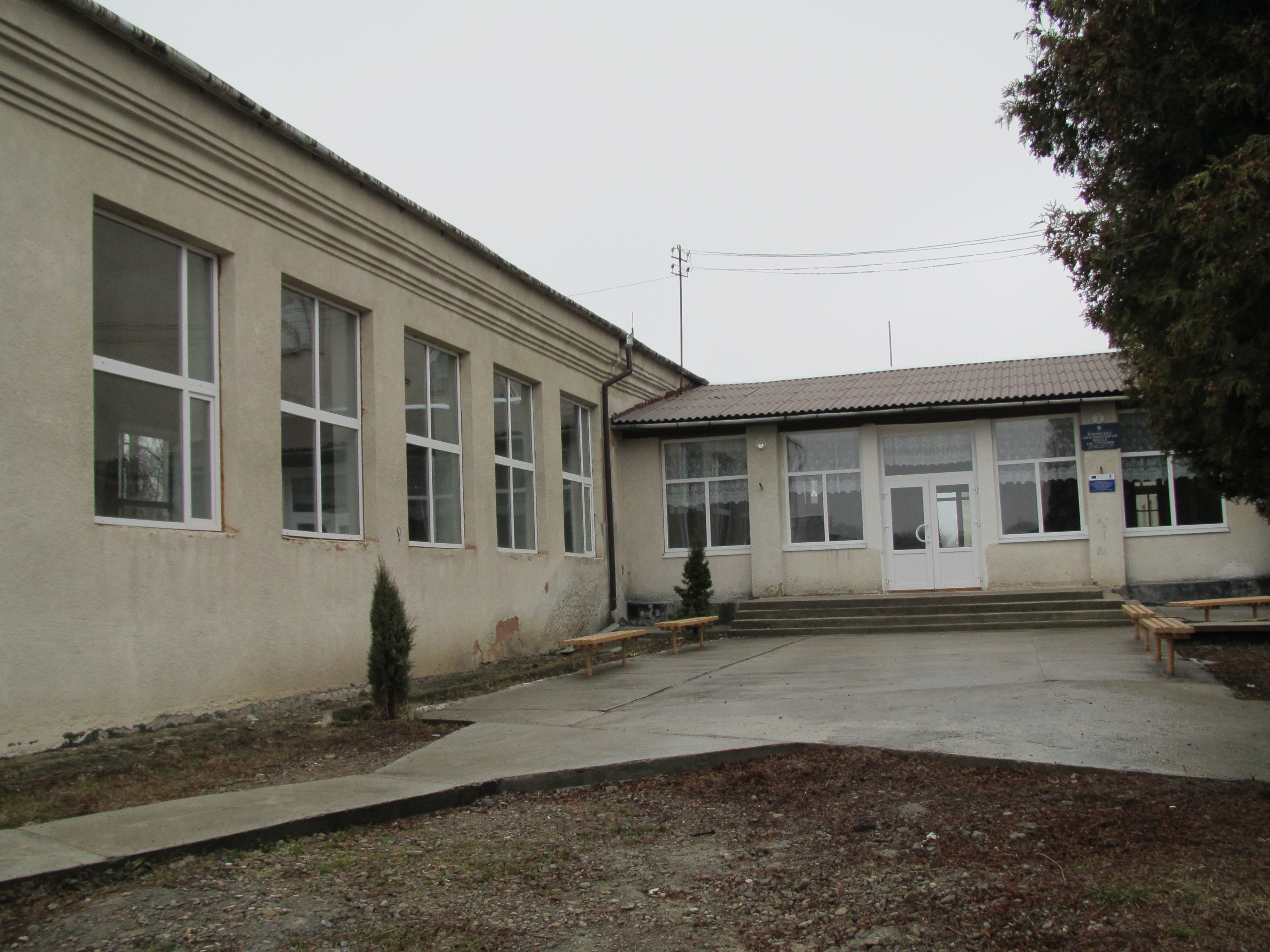
Школа
Пам'ятник
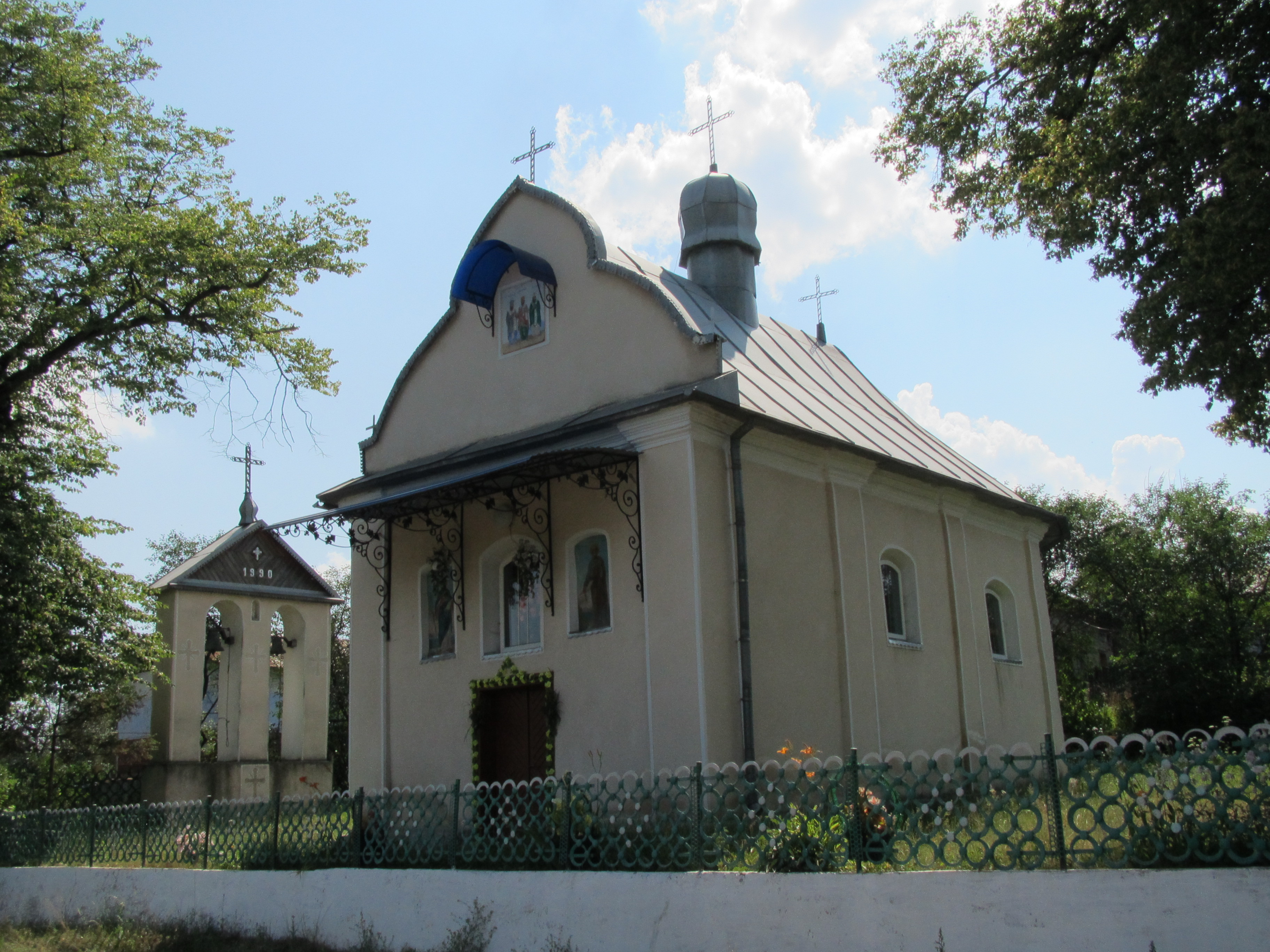
Православна церква Трьох Святителів
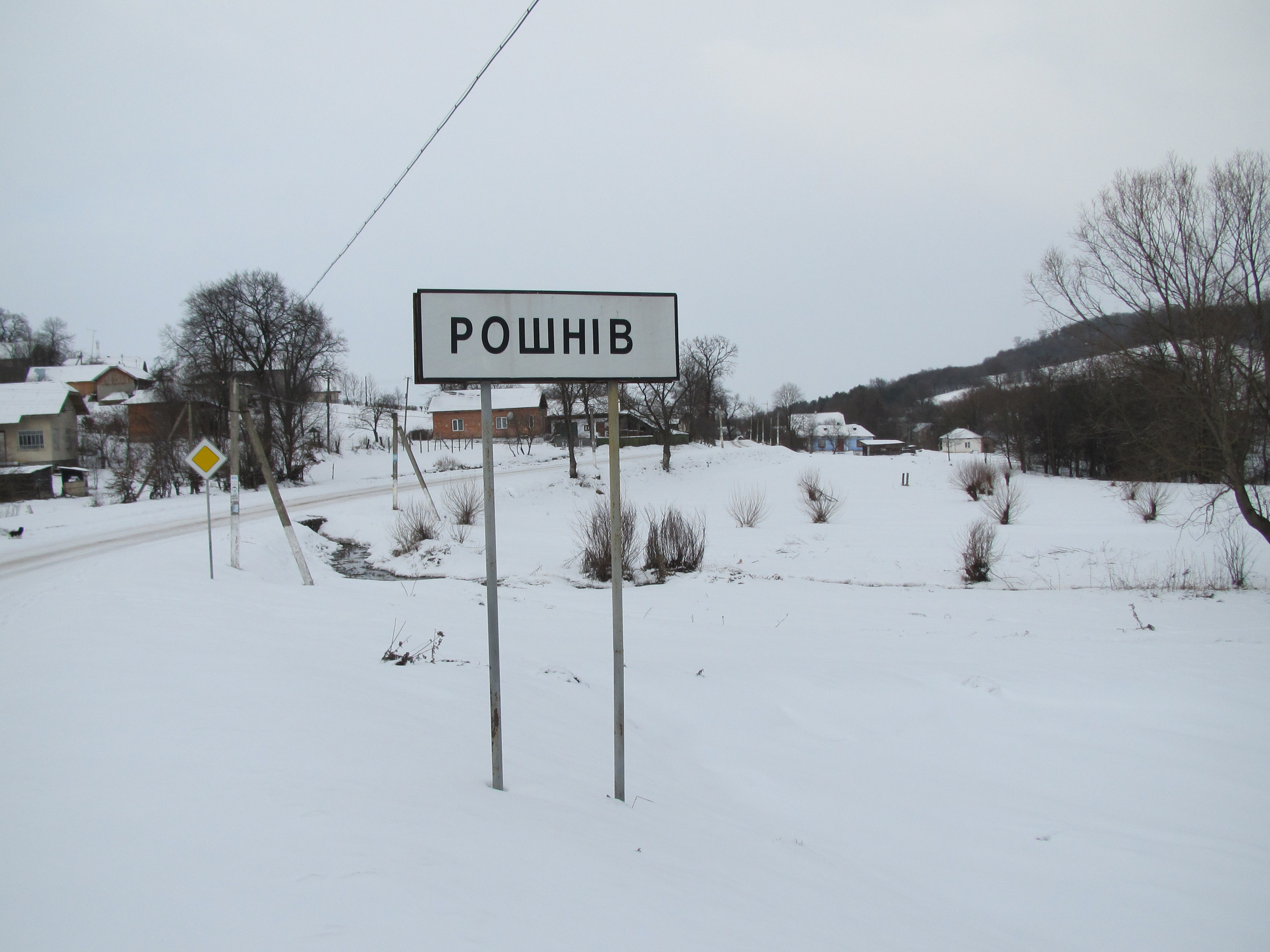
Знак с. Рошнів
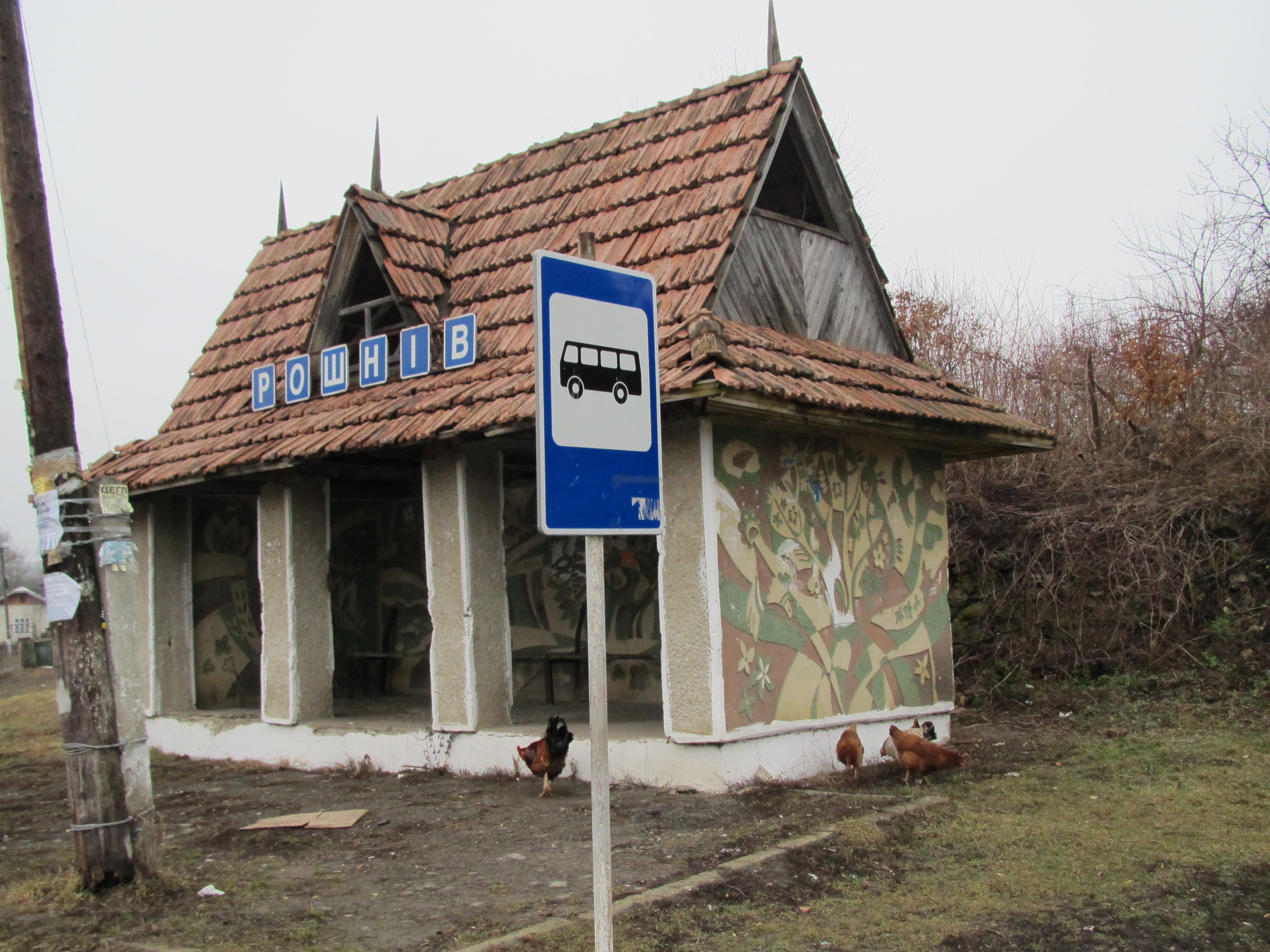
Автобусна зупинка
Капличка
Річка Коростільна
Початок вул. Бариш
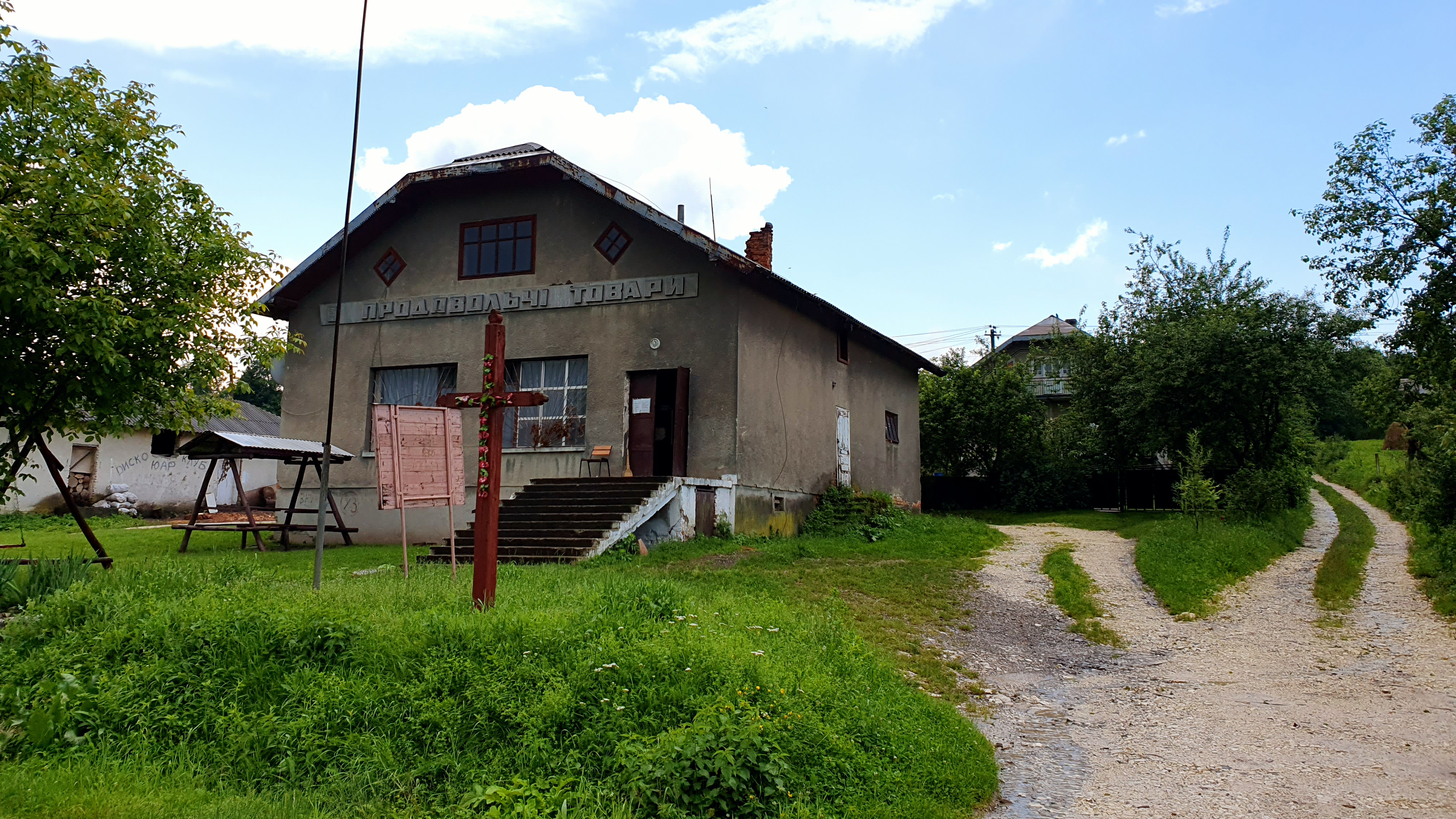
Магазин в Юрківці
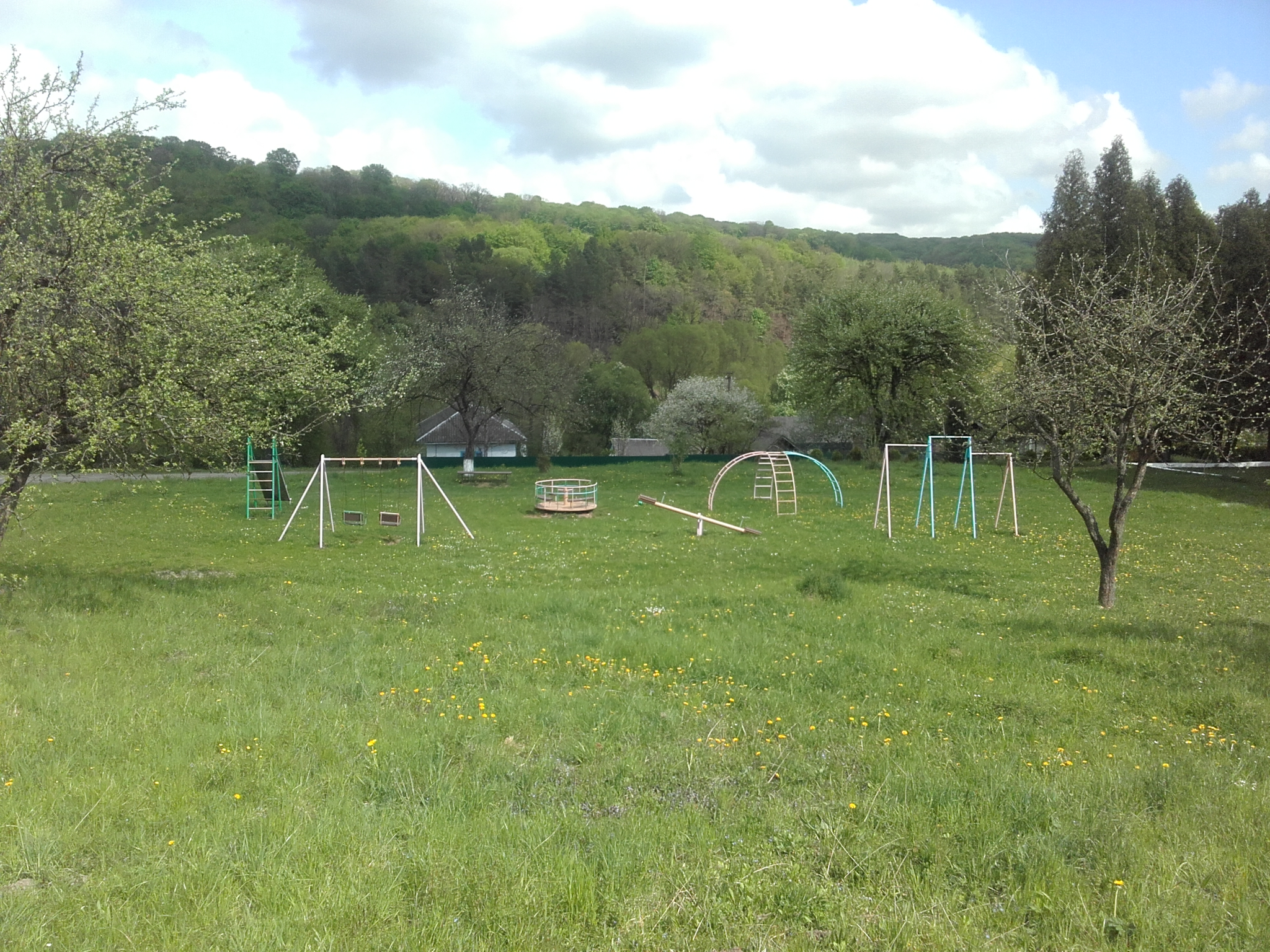
Дитячий майданчик в Юрківці
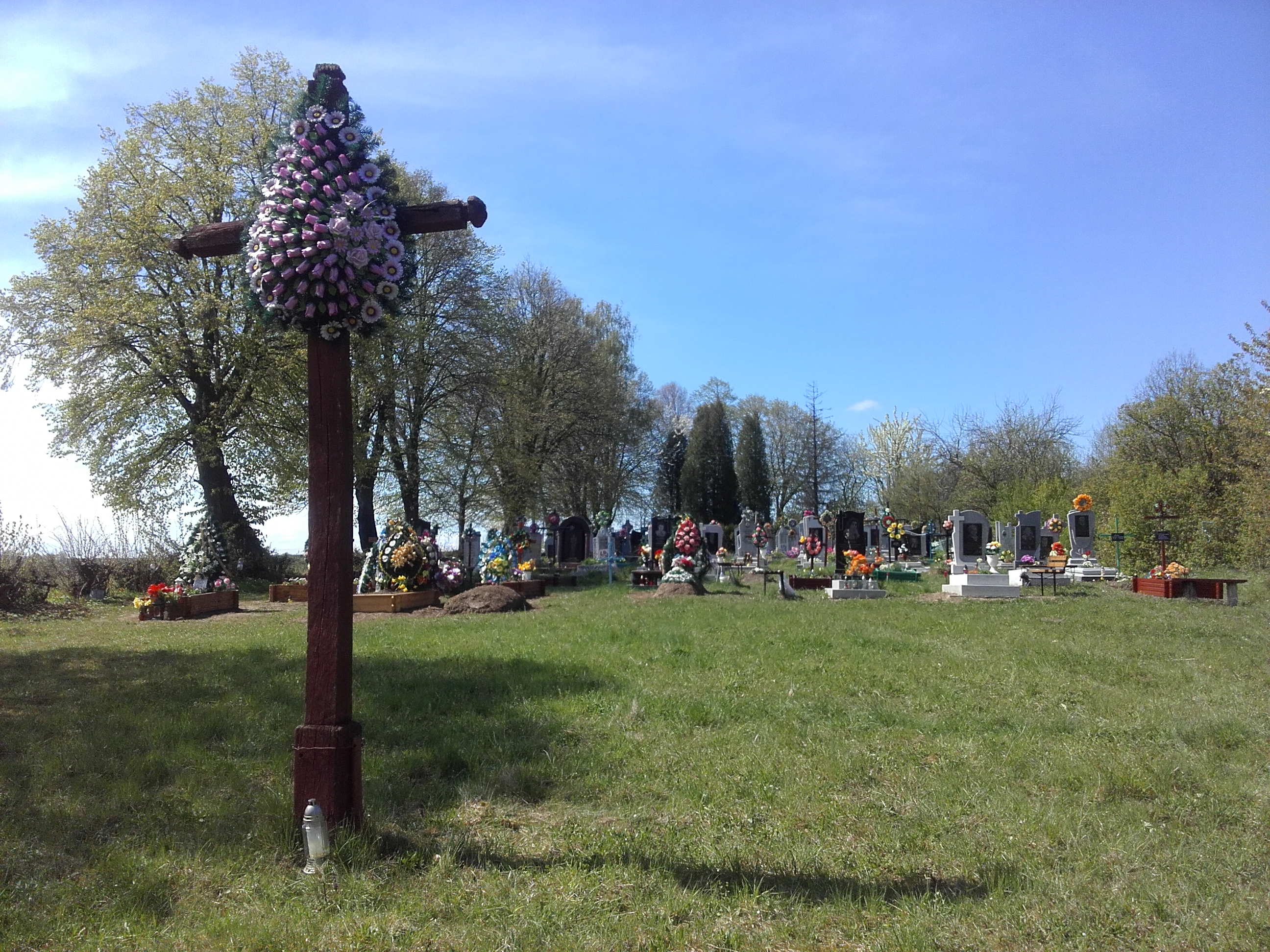
Цвинтар в Юрківці
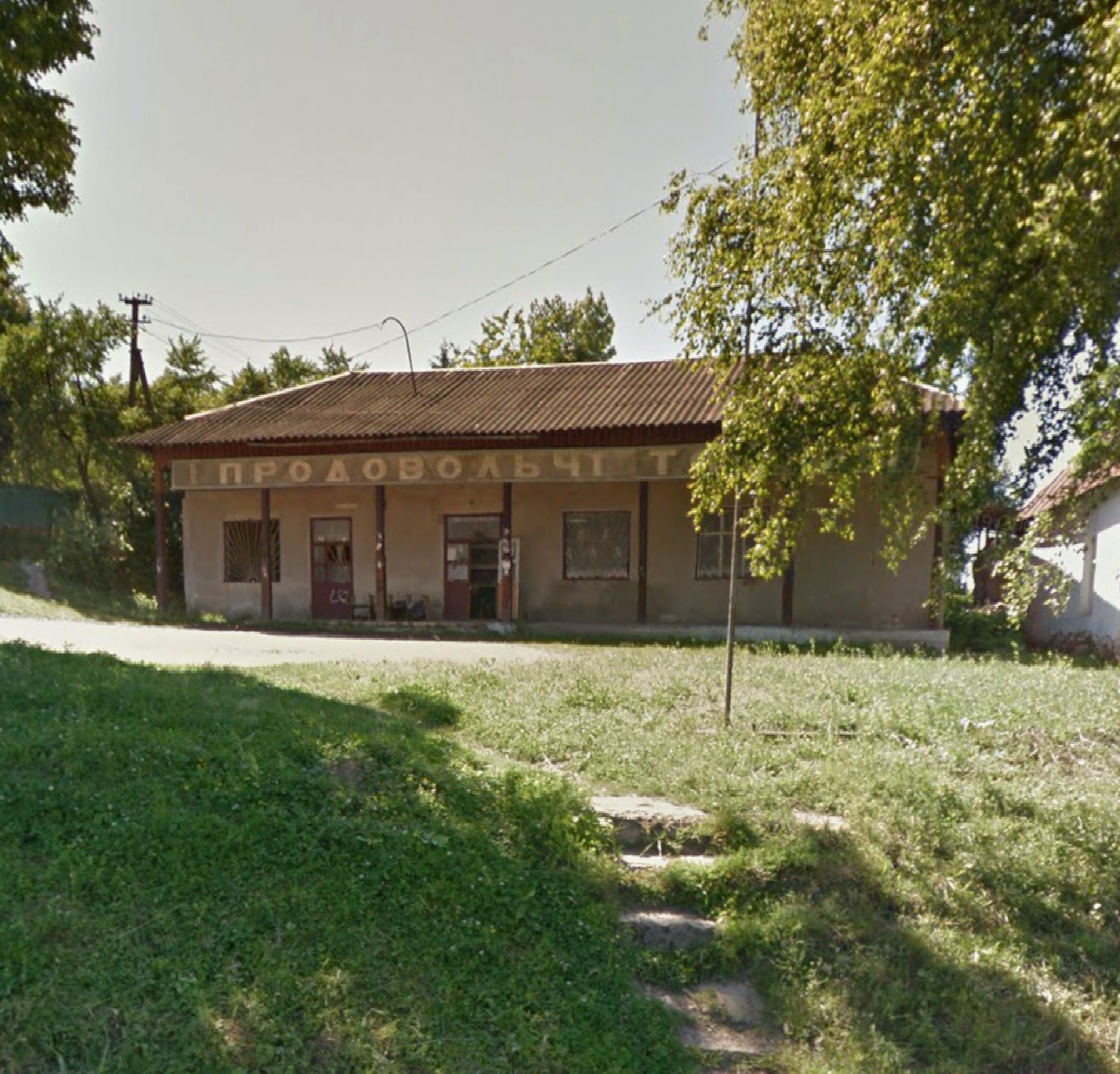
Магазин по вулиці Вигінь
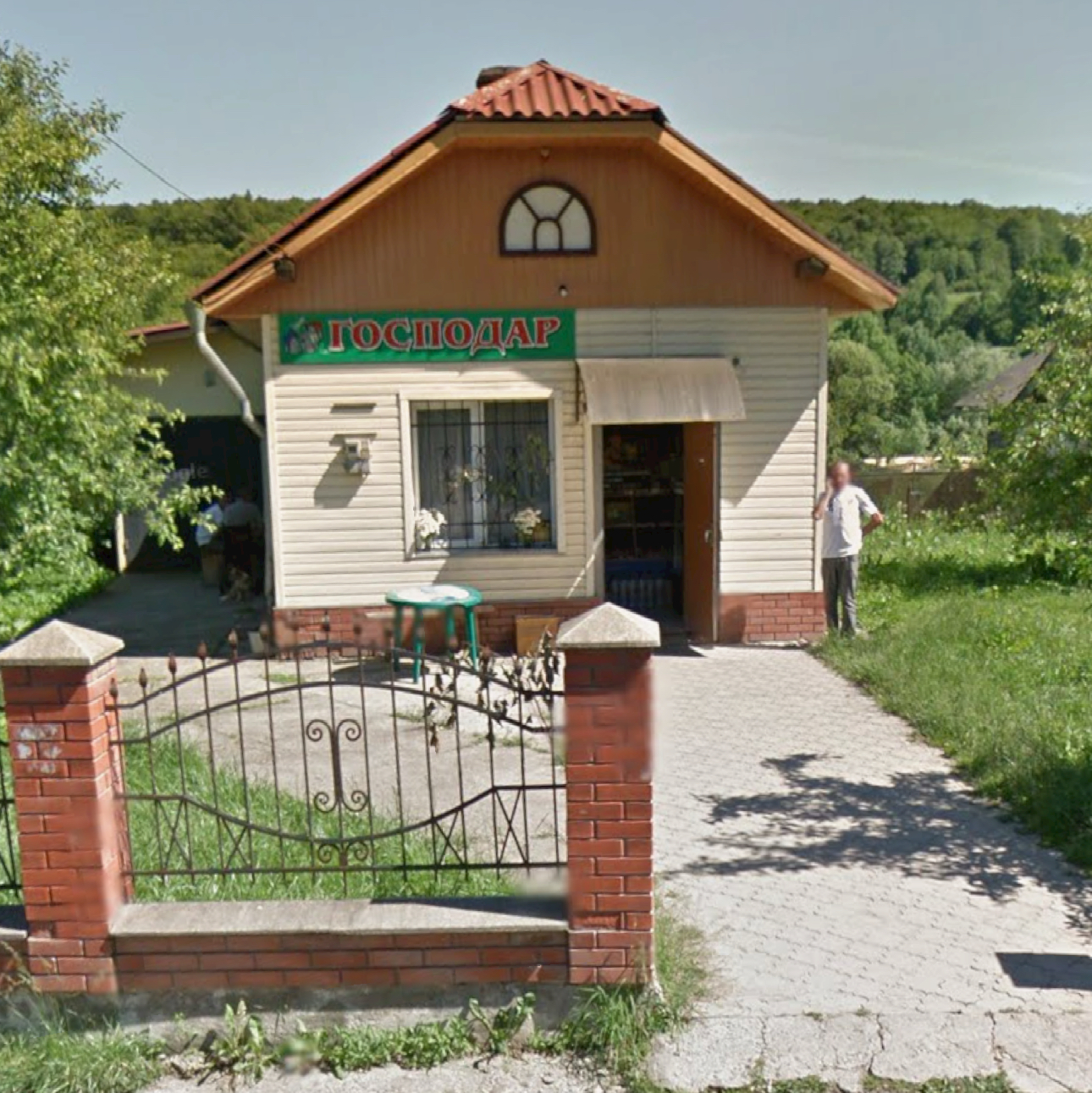
Магазин поряд школи
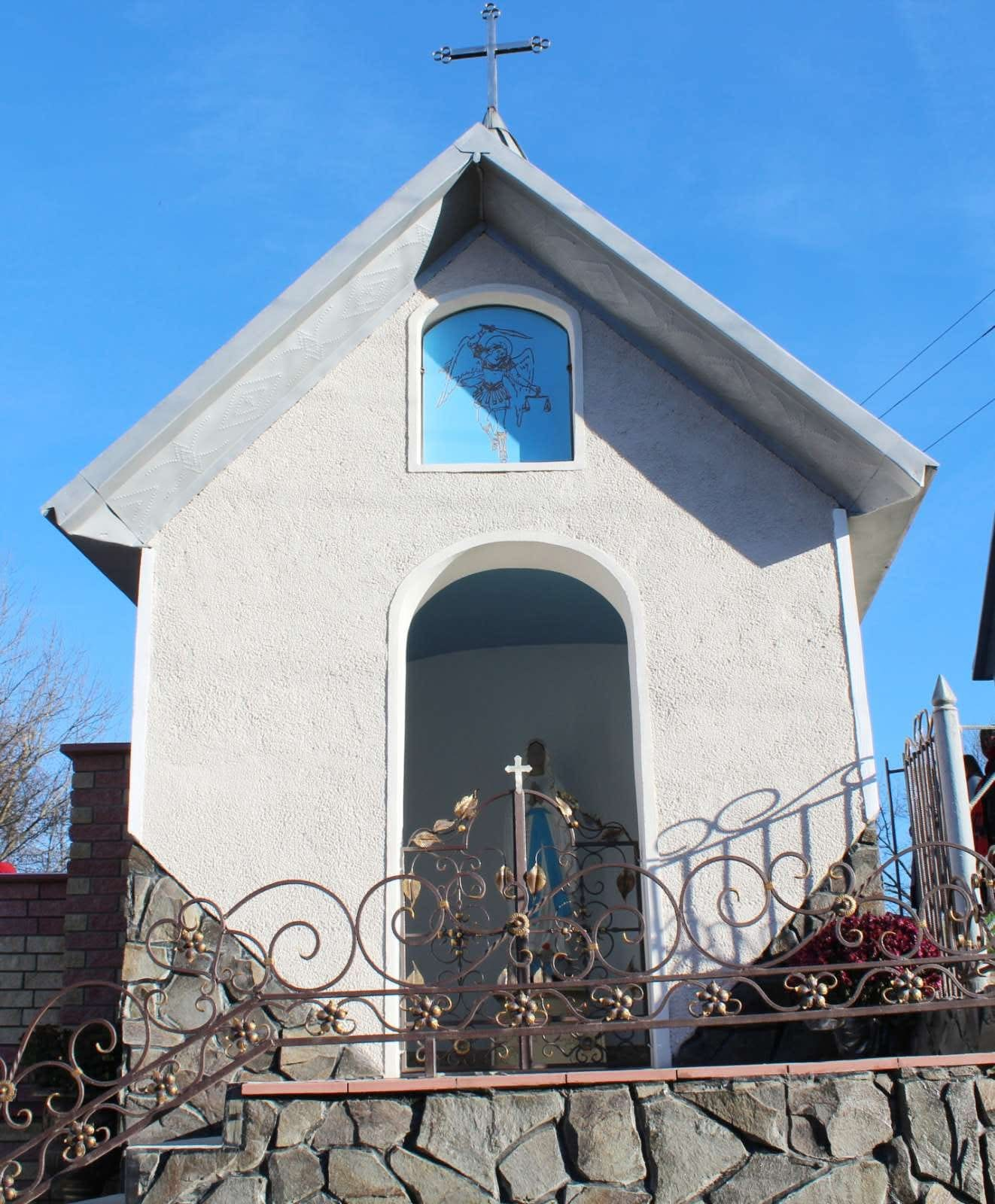
Каплиця поряд церкви
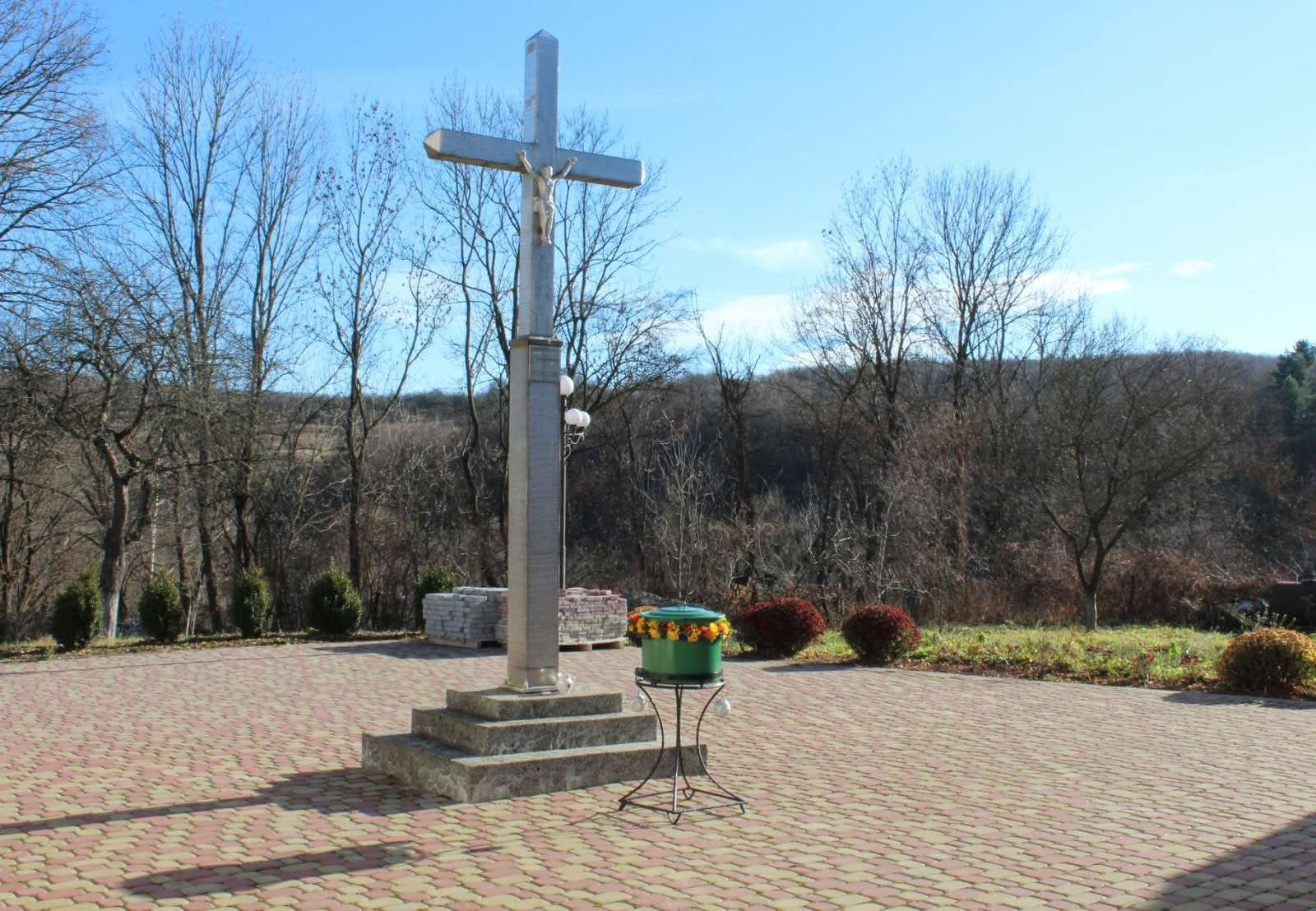
Хрест на подвір'ї церкви

## Відомі люди
- Кисілевський Кость — мовознавець, педагог, професор, дійсний член НТШ
- Самелюк Богдан Юліанович (1932-2001) — український педагог, науковець, кандидат біологічних наук
- Северин Гросберг-«Незнаний»  — підрайонний господарчий ОУН-УПА, наприкінці 1945-го розстріляний енкаведистами з шістьма побратимами в рідному Рошневі.
- Василь Гросберг-«Зенко» (*28.01.1925 — †6.04.1949) — керівник Станіславського надрайонного проводу ОУН. 6 квітня 1949 року 24-річний Василь разом із двома соратницями підірвали себе у штабній криївці «Печера» в Княгинині під час облави.
- Ольга Гросберг-Наконечна «Степанівна», «Дарка» (*18.09.1923 — †9 червня 1993, Слов’янськ) — референт УЧХ Калуського надрайонного проводу ОУН, політв'язень ГУЛАГу[7].[8]

#### Загинули (померли) внаслідок російсько-української війни
- Харенко Сергій Мар'янович (7 червня 1984  — 15 січня 2016, селище Мирне, Волноваський район, Донецька область) — виходець із села Рошнів. Зв'язківець 21-го окремого мотопіхотного батальйону 28-ї ОМБр[9][10]. Загинув при обороні Донбасу від російських окупантів.
- Думісь Андрій (19 вересня 1994 - 6 листопада 2022) - випускник Рошнівської загальноосвітної школи. Військовослужбовець Національної гвардії України.
- Біглей Євген (25 січня 1997 - 15 грудня 2022, с. Верхньокам'янка, Бахмутський район, Донецька область) - випускник Рошнівської загальноосвітної школи. Стрілець 2-го стрілецького відділення 1-го стрілецького взводу 1-ї стрілецької роти військової частини А4017. Загинув при обороні України від російських окупантів.
- Волосянчук Микола Михайлович (16 грудня 1993 - 31 січня 2023, с. Білогорівка, Бахмутський район, Донецька область) - випускник Рошнівської загальноосвітної школи. Гранатометник відділення взводу вогневої підтримки 10-та окремої гірсько-штурмової бригада "Едельвейс". Загинув при обороні України від російських окупантів.
- Прідка Василь Васильович (19 січня 1973 - 4 квітня 2023, Бахмутський район, Донецька область) - мешканець села Рошнів. Солдат 1-го прикордонного загону Державної прикордонної служби України. Загинув при обороні України від російських окупантів. Посмертно нагороджений медаллю "Захиснику Вітчизни".
- Войтович Михайло Богданович (29 січня 1979 - 12 вересня 2023, с. Невське, Сватівський район, Луганська область) - уродженець села Рошнів. Солдат 2-ї стрілецької роти військової частини А7091. Загинув при обороні України від російських окупантів.
- Ступніцький Руслан Романович (14 вересня 1974 - 14 листопада 2024) - уродженець села Рошнів. Військовослужбовець військової частини А3306. Захищав Україну на Харківському та Запорізькому напрямках.
- Дужик Андрій Олександрович (9 жовтня 1992 -15 грудня 2024) - випускник Рошнівської загальноосвітної школи. Військовослужбовець військової частини А1743. З квітня 2016 року до серпня 2018 року брав участь в АТО у Донецькій та Луганських областях. З початку повномасштабного вторгнення захищав Україну в Ірпені та Малині. У 2023 році за станом здоров'я був звільнений у запас.